# A szociális dominancia elmélete
A szociális dominancia elmélete szerint minden emberi társadalom hajlamos a hierarchiába történő rendeződésre, valamint hogy a csoportközi viszonyokat befolyásoló társas attitűdök erősen függnek a szociális dominancia orientációtól, melynek lényegi tényezője az egyik csoport másik feletti uralma vagy felsőbbrendűsége.

## Eredet és háttér
A szociális dominancia elmélete (későbbiekben: SD-elmélet) Jim Sidanius és Felicia Pratto nevéhez köthető, akik 1992-ben alkották meg az emberi társadalmakban állandóan jelen lévő elnyomó csoportközi viselkedésformák magyarázatára.

## A fogalom jellemzői
Az elmélet kiindulási pontja, hogy minden ismert - jelenleg létező és a történelemből ismert - társadalom hierarchikusan szervezett, illetve szervezett volt. Négy alapvető feltevést fogalmaz meg:
1. Az emberi társadalmi rendszerek természetüknél fogva hajlamosak a csoport alapú társadalmi hierarchiák létrehozására.
2. Az uralkodó csoportok túlnyomórészt férfiak.
3. A társadalmi elnyomás legtöbb formája a csoport alapú társadalmi hierarchia kialakítására és fenntartására irányuló egyazon emberi hajlam kifejeződésének tekinthető.
4. A szociális hierarchia a szelekció során megerősödött túlélési stratégia, amely a legtöbb főemlősnél jelen van, beleértve a homo sapienst.

Az SD-elmélet szerint ennek evolúciós okai vannak. Többek között a szűkös erőforrások elosztásakor például, ha élelemhiány alakul ki egy csoportban, akkor általános éhezéshez vezethet, azonban a hierarchia úgy segíti a csoport túlélését, hogy a státusz alapján osztják el a forrásokat, így a hierarchia alján lévők éhen halhatnak magasabb státuszúak nagy valószínűséggel túlélik, és így társadalom is megmarad. Egy másik evolúciós előny a külső csoporttal történő versengéskor jelenhet meg, például egy támadásnál a katonai szervezettségben jelenthet nagy előnyt egy csoportnak, hogy hierarchikusan szervezett-e, mivel minél szervezettebb egy csoport, annál hatékonyabban tud védekezni vagy támadni. Ezek mellett a belső konfliktusok csökkentésében is szerepe van a hierarchikus szerveződésnek, mivel az alacsonyabb rangúak hajlamosak behódolni a magasabb státuszúaknak. Az uralkodó csoport megkülönböztetése a hatalommal rendelkezők között arányosan legnagyobb számban jelenlévő egyének által történik. Fő kialakító társadalmi tényezői a halmozott egyéni- és a halmozott intézményi diszkrimináció. Egyéni diszkrimináció akkor alakul ki, amikor “A” egyén az értékek elosztásánál egyénileg tesz különbséget ”B” egyén számára a csoporttagsága alapján. Intézményi diszkriminációról pedig akkor beszélünk, ha az olyan intézmények, mint a bíróságok, iskolák, bankok, törvényhozó testületek diszkriminatív módon osztják el a társadalmi értékekkel rendelkező javakat. Az elmélet hangsúlyozza azonban, hogy az elnyomás csoportok közötti kooperáció eredménye, az alávetett csoportnak szintén aktív szerepe van benne. A szerveződés kialakulásához hozzájárulnak az ún. legitimáló mítoszok, vagyis az olyan attitűdök, értékek vagy ideológiák egész csoportja, amelyek intellektuálisan és erkölcsi alapon igazolják az elnyomást. Három fajtája van: szélsőjobboldali (pl. faji felsőbbrendűségről szóló elméletek), szélsőbaloldali (pl. Lenin elmélete a kommunista párt vezető és központi szerepéről), centrista (pl. meritokrácia, protestáns munkaerkölcs).
Az SD-elmélet empirikus igazolására végzett kutatások az alábbi eredményeket hozták, a teljesség igénye nélkül:
- Jelenleg a világban férfiuralom van, melynek oka nem csak hagyományokon, de biológiai tényezőkön is alapul, ugyanis a férfiak dominancia-orientáltabbak (melynek feltételezett oka egy bizonyos magzati androgenizációs folyamat).
- Az amerikai állami intézkedéseket az afroamerikai származásúak elleni diszkrimináció csökkentése érdekében gyakran kontraproduktívnak ítélték, mert azok státuszhatárokat feszegettek.
- A férfiakra átlagosan jellemzőbb a rasszok közötti házasság ellenzése, társadalmi rangtól függetlenül.

## Az elmélet problémái

### Vadászó-gyűjtögető társadalmak
Kulturális antropológusok szerint a mezőgazdaság elterjedése (kb. i.e. 10.000) előtt békés és egalitariánus társadalmi viszonyok között vadászott és gyűjtögetett az emberiség.

Peter Gray pszichológus így ír erről cikkében:
A 20. század folyamán antropológusok számos vadászó-gyűjtögető társadalmat fedeztek fel és tanulmányoztak a világ különböző szegletein, melyeket modern hatások szinte egyáltalán nem érintettek. Bárhol is találták őket - Afrikában, Ázsiában, Dél-Amerikában vagy másutt; sivatagokban vagy dzsungelekben - sok közös vonásuk volt az újkőkor előtti társadalmakkal.
Ezek az emberek körülbelül 20-50 fős kis közösségekben éltek, akik táborról táborra költöztek egy viszonylag körülhatárolt területen, követve a vadakat és az ehető növényzetet. A szomszédos csoportok békés viszonyban éltek, barátságok és rokoni szálak fűzték őket össze. A háborúskodás e társadalmak többsége számára ismeretlen volt, és ahol mégis ismert volt, az olyan harcias csoportokkal való érintkezésből adódott, amelyek nem vadászó-gyűjtögetők voltak. E társadalmak erkölcsi világképében az egyéni autonómia, az irányelvek nélküli gyereknevelés, az erőszakmentesség, a megosztás, az együttműködés és a konszenzusos döntéshozatal játszott meghatározó szerepet. Alapvető értékük, mely megalapozta az összes többit, az egyének egyenlősége volt.

Ezekben a csoportokban minden embernek egyenlően járt az élelemből, függetlenül attól, képes volt-e maga megtalálni vagy elfogni azt. Nem voltak vagyonkülönbségek, minden anyagi javat megosztottak egymás között. Senkinek nem volt joga megmondani a másiknak, mit tegyen, minden ember maga hozta meg döntéseit. A szülők még a gyerekeiknek sem parancsolhattak, a gyereknevelés irányelvek nélkül zajlott. A csoportos döntéseket konszenzussal kellett meghozni, nem volt főnök vagy "alfahím".

## Kapcsolódó elméletek
- Valós csoportkonfliktus-elmélet
- A szociális identitás elmélete
- A kétértékelmélet